# Molibden
Molibdenul este un metal tranzițional din grupa 6 aflat în poziția 42 în tabelul periodic al elementelor. Simbolul chimic este Mo. Numele este din latina științifică (așa-numita neo-latină) (Molybdaenum) bazat pe cuvântul din greaca veche Μόλυβδος molybdos care înseamnă plumb, deoarece minereurile sale erau confundate cu cele de plumb.

În stare liberă, este un metal argintiu. Formează cu ușurință carburi dure și stabile, motiv pentru care este utilizat adesea la obținerea oțelurilor foarte rezistente. Molibdenul nu apare în natură ca metal liber, ci sub formă de combinații în diferite stări de oxidare, în diverse minerale. Deși mineralele de molibden au fost cunoscute de multă vreme, elementul a fost „descoperit” de Carl Wilhelm Scheele (în sensul diferențierii ca entitate din sărurile minerale ale altor metale) în 1778. A fost izolat în formă metalică pură, pentru prima dată de Peter Jacob Hjelm în 1781.
Compușii de molibden se utilizează industrial, în aplicații la temperaturi și presiuni ridicate, ca pigmenți și catalizatori.

## Utilizare
Molibdenul este utilizat în cantități mici pentru creșterea durității și elasticității oțelului. În raport de peste 2/3 din producția totală de molibden, este folosit pentru obținerea aliajelor de fero-molibden. În primul război mondial datorită cantităților mici existente de wolfram, acesta era înlocuit de molibden în vederea obținerii aliajelor dure. Până în prezent molibdenul este folosit la aliaje cu scopul de a crește duritatea, rezistența termică și la coroziune a metalelor. Molibdenul se mai folosește și pentru obținerea straturilor protectoare și oglinzilor speciale. 
Aliajele cu molibden sunt folosite la fabricarea avioanelor și rachetelor. Oxizii sunt folosiți în industria petroliferă ca și catalizator pentru înlăturarea sulfului și obținerea acroleinei și acidului acrilic. Disulfura de molibden (MoS2) în combinație cu grafitul este un lubrifiant care este folosit cu succes și la temperaturi ridicate. De asemenea este folosit ca strat fin în industria tranzistoarelor sau a celulelor solare. În producerea lămpilor cu halogeni, medicina nucleară sau în lămpile röntgen este utilizat de asemenea molibdenul ca și conductor electric. Mai este utilizat și la contactele electrice și este folosit ca tratament termic.